# Maják Abruka
Maják Abruka (estonsky Abruka Tagumine Tuletorn) je pobřežní maják, který se stojí na pobřeží ostrova Abruka v Rižském zálivu v Baltském moři v kraji Saaremaa v Estonsku.
Maják je ve správě Estonského námořního úřadu.

## Historie
První maják byl na Abruka postaven v roce 1897 jako dřevěná 28 m vysoká věž na čtvercovém půdorysu. Během první světové války byl přestavěn a zvýšen na 36 metrů. Tento dřevěný maják byl ve své době nejvyšší dřevěnou stavbou v Estonsku.
V roce 1931 byla postavená nová železobetonová věž.

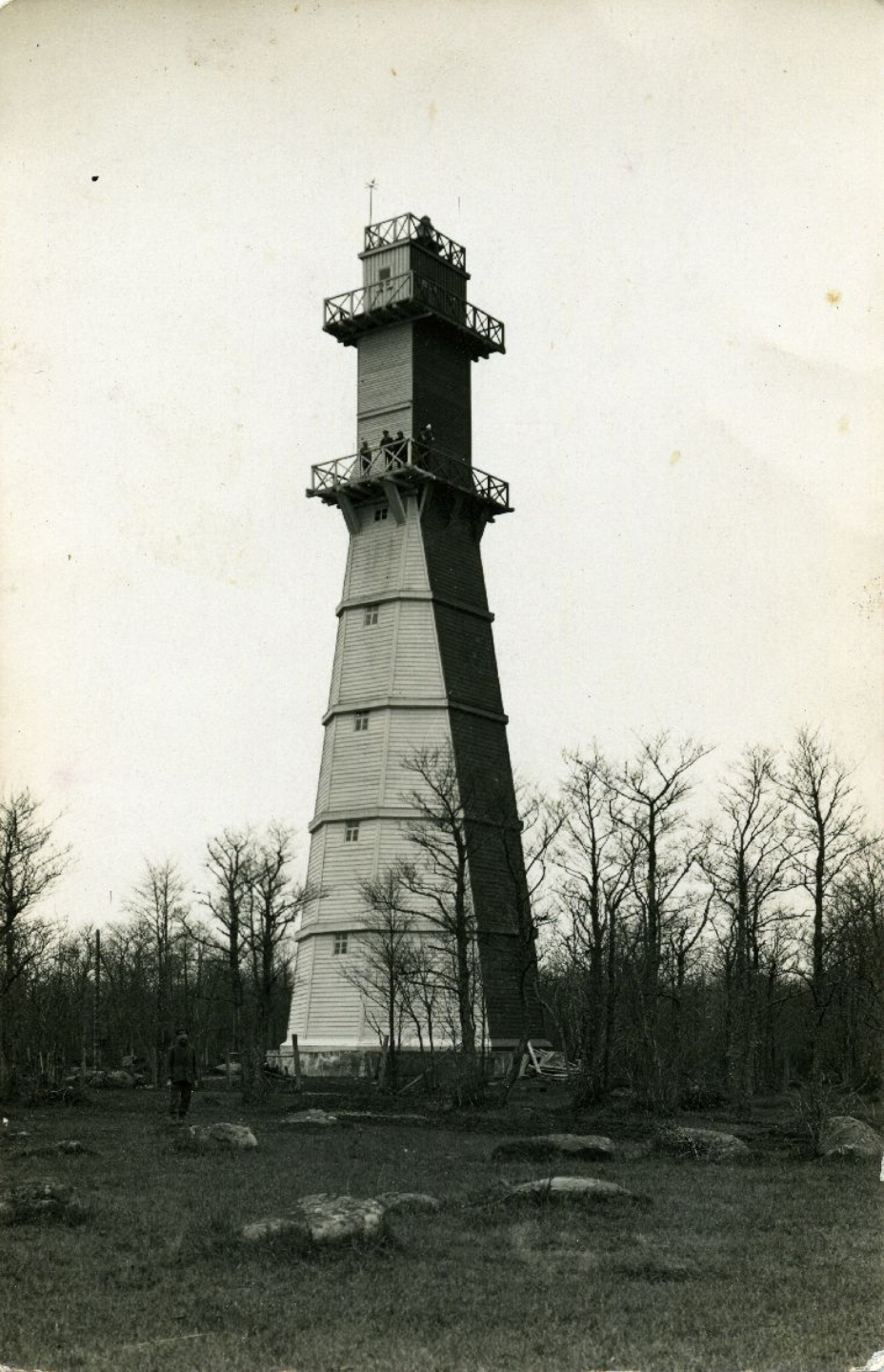
Dřevěný maják Abruka

## Popis
Železobetonová válcová věž o průměru 2 m zakončená ochozem bez lucerny. Věž má bílou barvu, v horní třetině jsou tři vodorovné široké černé pruhy. Projekt vypracoval Ferdinand Adoff a postavila firma Arronet and Boustedt.
Maják stojí v nadmořské výšce 1,2 m a jeho světelný zdroj je ve výšce 38,2 m n. m.

### Data
Zdroj
- Výška světla 38,2 m n. m.
- Dosvit 9 námořních mil
- Záblesk bílého světla v intervalu 4 sekund
- Sektor:135°–045°

### Označení
- Admiralty: C3616
- ARLHS: EST-065
- NGA: 12660
- Estonské číslo: EVA 972